# CLEC4M
نطاق لكتين نوع سي العائلة 4 العنصر م واختصارا (CLEC4M) هو بروتين يُشفَّر لدى البشر بواسطة جين CLEC4M. يُسمى CLEC4M كذلك بـCD299 (عنقود التمايز 299).

## الوظيفة
يُشفر هذا الجين بروتين L-SIGN (جزيء لصق [الإنجليزية]-3 ماسك لا-إنتغرين داخل خلوي مختص بعُقَدِ اللمف/الكبد) وهو بروتين عبر غشائي من النوع 2 متماثل بنسبة 77% مع مستضد كتلة التمايز 209، الذي هو بروتين يرتبط بالبروتين السكري 120 الخاص بفيروس الإيدز-1. هذا البروتين -مثل CD209- يرتبط بفعالية مع جزيء اللصق خارج الخلوي 3 (ICAM3 [الإنجليزية]) ومع بروتين 120 الخاص بفيروس الإيدز-1 ويحسن من إصابة هذا الأخير للخلايا التائية. يتموضع هذا الجين في 19p13.3 في تجمع جيني [الإنجليزية] مع جيني CD209 وCD23. وُجدت العديد من متغيرات الوصل البديل لهذا الجين، لكن الوظيفة البيولوجية لبعض هذه المتغيرات لم تُُحدد بعد.